# Широкомуцунест кайман
Широкомуцунестият кайман (Caiman latirostris) е влечуго от семейство Алигаторови, срещащо се в Южна Америка. Обитава сладководни блата, тресавища и бавнотечащи реки. Основната отличителна черта е широката муцуна, откъдето идва и името на вида. Окраската обикновено е маслиненозелена, но често варира в различните климатични зони. Храни се предимно с малки безгръбначни, но може да напада и редица гръбначни – челюстите могат да раздробяват дори черупки на костенурки. Широкомуцунестият кайман е обект на лов, което заедно със стесняването на ареала му е причина за намаляването на числеността на вида.